# 茅村镇
茅村镇，是中华人民共和国江苏省徐州市铜山区下辖的一个乡镇级行政单位。

## 行政区划
茅村镇下辖以下地区：
茅村、大庄村、留武村、班山村、梁山村、小张家村、洞山村、龙庄村、赵庄村、任庄村、岗头村、梅庄村和檀山村。